# Барсуки (Хмельницкая область)
Барсуки́ (укр. Борсуки) — село в Новоушицком районе Хмельницкой области Украины.
Население по переписи 2001 года составляло 712 человек. Почтовый индекс — 32642. Телефонный код — 3847. Занимает площадь 2,851 км². Код КОАТУУ — 6823380501.

## Местный совет
32642, Хмельницкая область, Новоушицкий район, село Барсуки